# Nordvargr

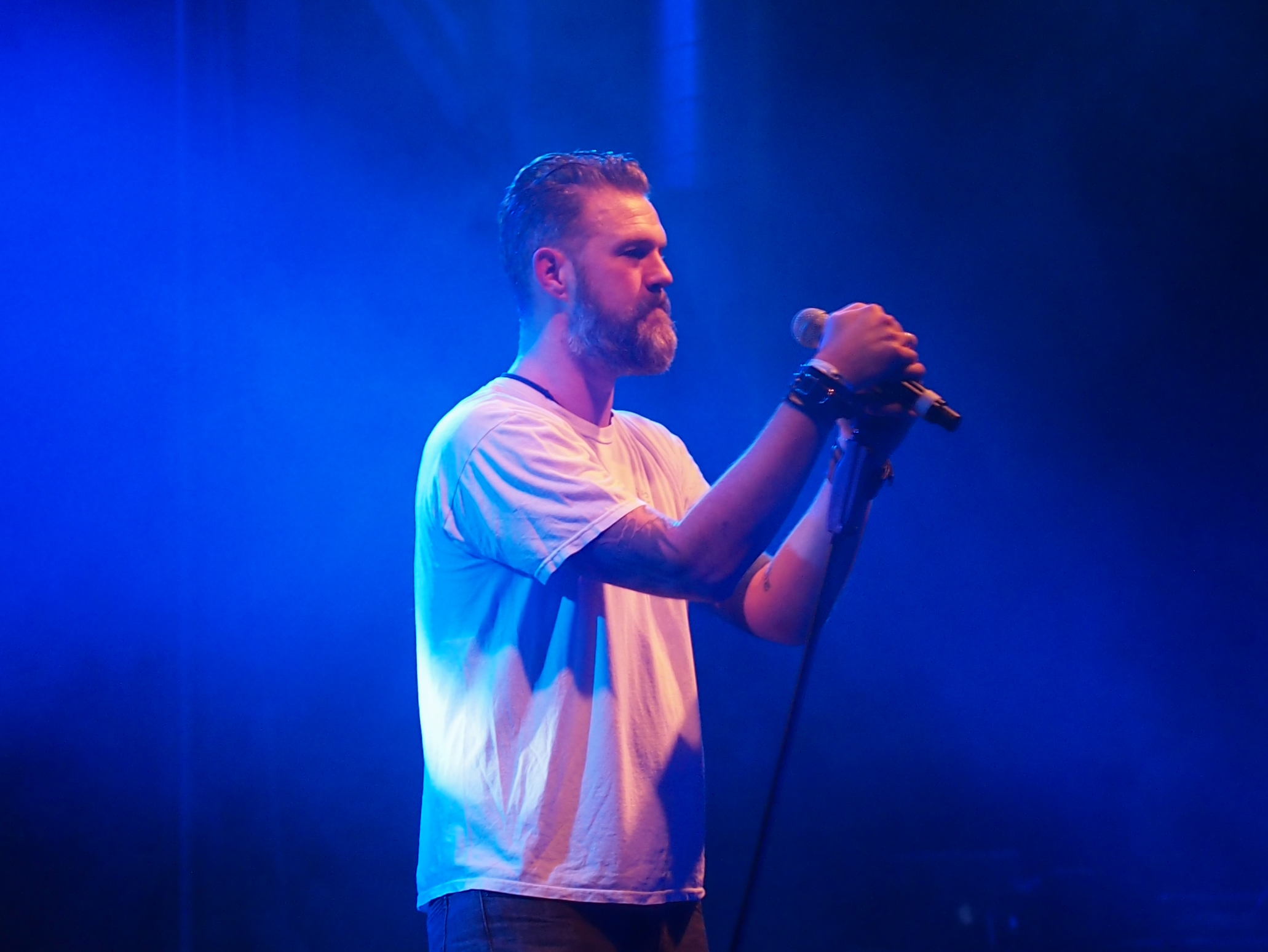
Nordvargr med Pouppée Fabrikk, på E-Tropolis 2014.

Nordvargr är ett av flera artistnamn för den svenske musikern Henrik Nordvargr Björkk.
Henrik Nordvargr Björkk har sedan 1987 varit verksam musiker i flertalet bandkonstellationer samt som soloartist. Under tonårstiden inspirerades Björkk först av metal genom band som Kiss, och senare av mer elektronisk musik som Kraftwerk, D.A.F. och Front 242. De mest uppmärksammade projekten är Pouppée Fabrikk (1987 - nutid), Maschinenzimmer 412 (1988 - nutid), samt solo under eget namn (Nordvargr). 
Nordvargrs tidiga musik har av The Wire kallats för ”cultish Dark Ambient”, men har sedan blivit mer experimentell.